# Give Me Strength
Give Me Strength est une chanson blues-pop composée, interprétée enregistrée par Eric Clapton son album 461 Ocean Boulevard chez RSO Records. La chanson gagne en popularité quand elle devient la Face B du single I Shot the Sheriff, avant la sortie de l'album. Elle sort alors en disque phonographique 7’’.

## Composition
D'après AllMusic, la chanson est écrite dans un mélange de blues, de rock et de pop music. Elle présente des caractéristiques propres au Album-oriented rock, hard rock, blues moderne, blues rock, pop rock contemporain et adult contemporary music .
La musique est composée en Mi majeur présente une progression d'accords majoritairement majeurs et de septième. Un seul accord mineur, La mineur est utilisé.